# 新艾里蒙古族乡
新艾里蒙古族乡是中华人民共和国吉林省白城市大安市下辖的一个民族乡。

## 行政区划
新艾里蒙古族乡下辖以下村级行政区划单位：
富兴村、富发村、民兴村、民生村和新艾里村。